# Orden Militar de Nuestra Señora de Belén
La orden de Nuestra Señora de Belén fue una orden militar instituida por Pio II en 1459 para impedir que la ciudad de Lemnos, que el Cardenal de Aquilea había reconquistado, recayese otra vez en poder de los turcos. 
A pesar del valor y entusiasmo con que defendió esta Orden aquella ciudad, no pudo impedir que los enemigos se apoderasen de ella, con lo que se extinguió la Orden.